# 巴尔德丰特斯
巴尔德丰特斯，是西班牙埃斯特雷马杜拉卡塞雷斯省的一个市镇。总面积27平方公里，总人口1448人（2001年），人口密度54人/平方公里。